# Француски устав (1791)
Устав Француске из 1791. године први је писани устав у историји Француске. Донет је 3. септембра 1791. године. Претходи му Декларација о правима човека и грађанина која представља први документ који је ограничио власт француског краља. Устав је донет на самом прелазу са апсолутистичке монархије (стари поредак) на Прву француску републику. Увео је Француску у период краткотрајне уставне монархије (1791-1792).

## Историја
Одбор од 30 чланова за припрему устава формиран је већ 7. јула 1789. године. Раправа о коначном тексту почела је августа 1791. године. Устав из 1791. године изгласан је 3. септембра. Извршна власт имала је монархијски облик, једини прихватљив за то време. Краљ је морао владати по закону, а његова воља нема снагу закона. Његова титула промењена је из „краљ Француске и Наваре“ у „краљ Француза“. Не негира се божански карактер власти. Он је надлежан, али подложен уставу. Бира министре, али изван редова скупштине. Руководи дипломатијом, али не може објавити рат нити склопити мир без одобрења скупштине. Министри подносе извештај о свом раду скупштини. Краљ има право вета, али се оно не односи на уставне ни финансијске законе. Скупштина има законодавну власт. Закони се бирају двостепеним гласањем. Скупштина има 745 посланика и влада државом. Преко Дипломатског одбора, скупштина води спољну политику и суверена је у финансијским стварима. Може чак и обићи краљев вето уз одобрење народа.
Укидањем феудализма (август 1789) дозвољено је сељацима да се откупе. Откуп је био 20 пута већи од годишњих дажбина кога је сељак плаћао те се већина није могла ослободити. Још један закон који је смањивао економску слободу нижих слојева је Ле Шапељеов закон из 1791. године којим се забрањује уједињење народа у друштва и именовање синдика (представника). Извоз жита је забрањен. Уставотворна скупштина укида монопол Источноиндијске компаније над трговином са оне стране Рта Добре Наде 1790. године. Трговина је сада дозвољена свим Французима. Задржан је меркантилистички систем – колоније су могле трговати једино са метрополом.
Извршена је нова територијална подела: Француска је подељена у департмане (сваки површине 320 квадратних миља), департман у 9 општина. Општине су груписане у кантоне, а кантони у котаре. Број департмана 1790. године је утврђен на 83. Општинска управа имала је широка овлашћења, укључујући и самостално прикупљање пореза. Бројне судске установе „старог поретка“ су укинуте. Нови судови подједнако деле правду свима. Обавезно је јавно суђење, извођење пред суд 24 сата после хапшења, адвокат, порота. Нестало је продаје судских положаја. Бирани су свршени правници на место судија. Судство је тростепено. Постојао је кривични, касациони и високи национални суд. Последњи је био задужен за кривична дела министара.
Власт цркве је смањена још одлукама 4. августа када је укинута десетина. Црквена добра стављена су на располагање нацији. Монашки редови су укинути 1790. године. Црква се прилагођава новој административној подели. Бискуп се налазио на челу департмана. Везе француске цркве и папе су ослабиле. Папа је осудио Декларацију о првима човека и грађанина као безбожничку. Авињон је отклонио папин суверенитет (под којим се налази још од 14. века) и тражио је припајање Француској. Уставотворна скупштина захтева од свештеника да положе заклетву Грађанском црквеном уставу (27. новембар 1790). Само седам бискупа положило је заклетву.